# Pop tennis
Il pop tennis, sino al 2015 chiamato paddle tennis, è uno sport praticato con una racchetta e una palla, derivato dal tennis. Rispetto a quest'ultimo, il campo da gioco è più piccolo, la rete è più bassa e le racchette sono costituite da un piatto di materiale solido e quindi non sono provviste di corde.
Dal pop tennis deriva il padel, disciplina che ha acquisito grande popolarità nel XXI secolo.

## Storia
Il gioco fu ideato in Albion (Michigan) nel 1898 dal reverendo statunitense della Chiesa episcopale Frank Beal, che lo chiamò paddle poiché si pratica con una racchetta a piatto solido che si chiama paddle racquet in lingua inglese. Nel 1921 il presbitero si trasferì a New York dove insegnò il gioco ai bimbi della sua parrocchia di Greenwich Village e organizzò il primo torneo a Lower Manhattan nel 1922. Successivamente questo sport diventò popolare prima negli Stati Uniti e dopo in altre nazioni.
Nel 2009 il pop tennis arrivò in Italia grazie a Marco Mastrodonato, ideatore di un evento annuale disputato a Cremeno e considerato l'equivalente del campionato italiano.
Nei primi giorni di settembre del 2022 si svolse il primo campionato italiano a Salice Terme con oltre 120 giocatori e giocatrici. Il singolare maschile fu vinto da Fabio Beraldo, che è un ex tennista professionista, mentre Daniela Vittorio vinse tra le donne. Lo stesso anno, il doppio maschile disputato a Cremeno fu vinto dalla coppia formata da Andrea Cardinale e Paolo Alessandro Amari.

## Regolamento
Si pratica su campi divisi in due da una rete come nel tennis, sport dal quale deriva: a differenza di quest'ultimo però vengono utilizzate delle racchette più piccole e a piatto solido con forellini, ossia privo di corde; la dimensione del campo di gioco è 18,28 per 6,40 metri per il singolare. La palla viene messa in gioco con un colpo effettuato mantenendo la racchetta in basso ossia non sopra il livello dell'articolazione delle anche del giocatore, che ha un solo lancio a disposizione, ma se la palla tocca il nastro di rete prima di toccare nel rettangolo apposito di campo del rivale, allora il giocatore deve ripetere la rimessa in gioco. La palla utilizzata può essere molto più soffice di quella del tennis, oppure uguale, dipendendo dalle categorie dei giocatori. Il punteggio adottato è identico a quello di tennis. 

## Specialità derivate
Dal pop tennis deriva anche la specialità del padel, molto popolare in America Latina e Spagna. Poche regole ma importanti distinguono il padel dal pop tennis: la più originale è quella in cui le pareti delimitanti il fondocampo fanno parte dell'area di gioco, quindi se la palla rimbalza su tali pareti può esser respinta con la racchetta. La regola, che contempla le pareti valide per il  rimbalzo di palla, accomuna questa specialità alla Court paume o real tennis o court tennis. Nei tornei dei professionisti le  pareti sono prodotte in materiali  trasparenti per far vedere al pubblico le azioni di gioco.
Altri sport con varie caratteristiche simili a questa disciplina sono pickleball e platform tennis.